# Pteromys momonga
Pteromys momonga е вид бозайник от семейство Катерицови (Sciuridae).

## Разпространение
Видът е разпространен в субалпийските гори на Япония и по-специално на островите Хоншу и Кюшу.